# Volla
Volla est une commune italienne d'environ 25 230 habitants (2022) située dans la ville métropolitaine de Naples, en Campanie.

## Administration
| Période                                  | Période | Identité | Étiquette | Qualité |
| ---------------------------------------- | ------- | -------- | --------- | ------- |
|                                          |         |          |           |         |
| Les données manquantes sont à compléter. |         |          |           |         |

### Communes limitrophes
Casalnuovo di Napoli, Casoria, Cercola, Naples, Pollena Trocchia.